# 富谷龍一
富谷 龍一（とみや りゅういち、1908年（明治41年）4月15日 - 1997年（平成9年）10月12日）は日本の自動車技術者、工業デザイナー、画家 。
『ダットサン』や超軽量車『フジキャビン』、『フライングフェザー』のデザインで知られる。富谷研究所を設立し、東京芸術大学や東京工業大学で講師も務めた。『メカニマル』の開発者でもある。
超小型経済車への挑戦が評価され、2013年に日本自動車殿堂入りした。

## 来歴・人物
1924年に川端画塾に入門した。
東京高等工芸学校（後の千葉大学工学部）の工芸図案科を1929年に卒業後、精密機械科の助手に着任する。1934年に自動車製造株式会社（後の日産自動車）に入社し、ダットサン乗用車の車体デザインを手がける。特に兎のマスコットや、1937年 - 1938年に生産されたクーペモデルのデザインは傑作とされている。
第二次世界大戦後は1949年に住江織物の子会社、住江製作所(現・住江工業)に移籍、1954年まで生産されたダットサン「スリフト」「コンバー」の車体デザインを手がける一方、1948年頃から超軽量車フライングフェザーの設計を開始、1950年に最初の試作車が完成、1954年に発表された同車は、1955年から1956年にかけて、48台が生産された。続いて1956年には富士自動車（富士自動車工業とは別なメーカー）に転じ、FRPモノコック構造・125ccのフジキャビンを開発したが、こちらも1956年から1957年にかけて、85台が生産されたに過ぎなかった。富谷の設計した2台の超軽量車は独創的ではあったが、あまりに設計が簡素化されすぎていたり、生産技術が追いつかなかったりで、商業的成功を収めることができなかった。住江製作所では1954年に常務取締役に就任したが、翌年退任・退社した。
1956年に富士自動車に入社したが、1958年にセントラル自動車に移る。1972年には富谷研究所を設立した。富谷は住江製作所退社後も｢最大の仕事を最小の消費で｣への挑戦を続け、晩年になってもアイダエンジニアリングの協力を得て、スバル・R-2用エンジンを用いた「F/FⅡ」(1975年・F/Fとはフライング・フェザーの略称)を試作し、更にトヨタ自動車系のセントラル自動車と共に、1977年の第22回東京モーターショーのトヨタブースに出品された「軽量実験車」(エンジンはダイハツ・フェローMAX用)の試作研究を行った。
自動車以外の分野でも才能を発揮し、デザイナーや画家としても活躍。新宿NSビルでは巨大振り子時計のデザインを手掛けた。機械工学関係では、1968年頃に森政弘と機械生物『メカニマル』の開発を行い、1972年には『メカモ』の商品名で学研から販売された。これは1975年の沖縄海洋博覧会にも『メカニマル』として出展され、東海大学海洋科学博物館にも常設展示された（老朽化などにより多くは「世代交代」し、館員の手によるものも多いが現在もメカニマルは同館の主力展示のひとつである）。1981年には手塚治虫の漫画『七色いんこ』にも登場している。また、モーター1個で動作する二足歩行機械を製作しており、日本ロボット学会の講演会で披露されている。
この間、1976年に東京芸術大学デザイン科特別講師、1985年には労災リハビリ工学センター顧問にそれぞれ就任している。

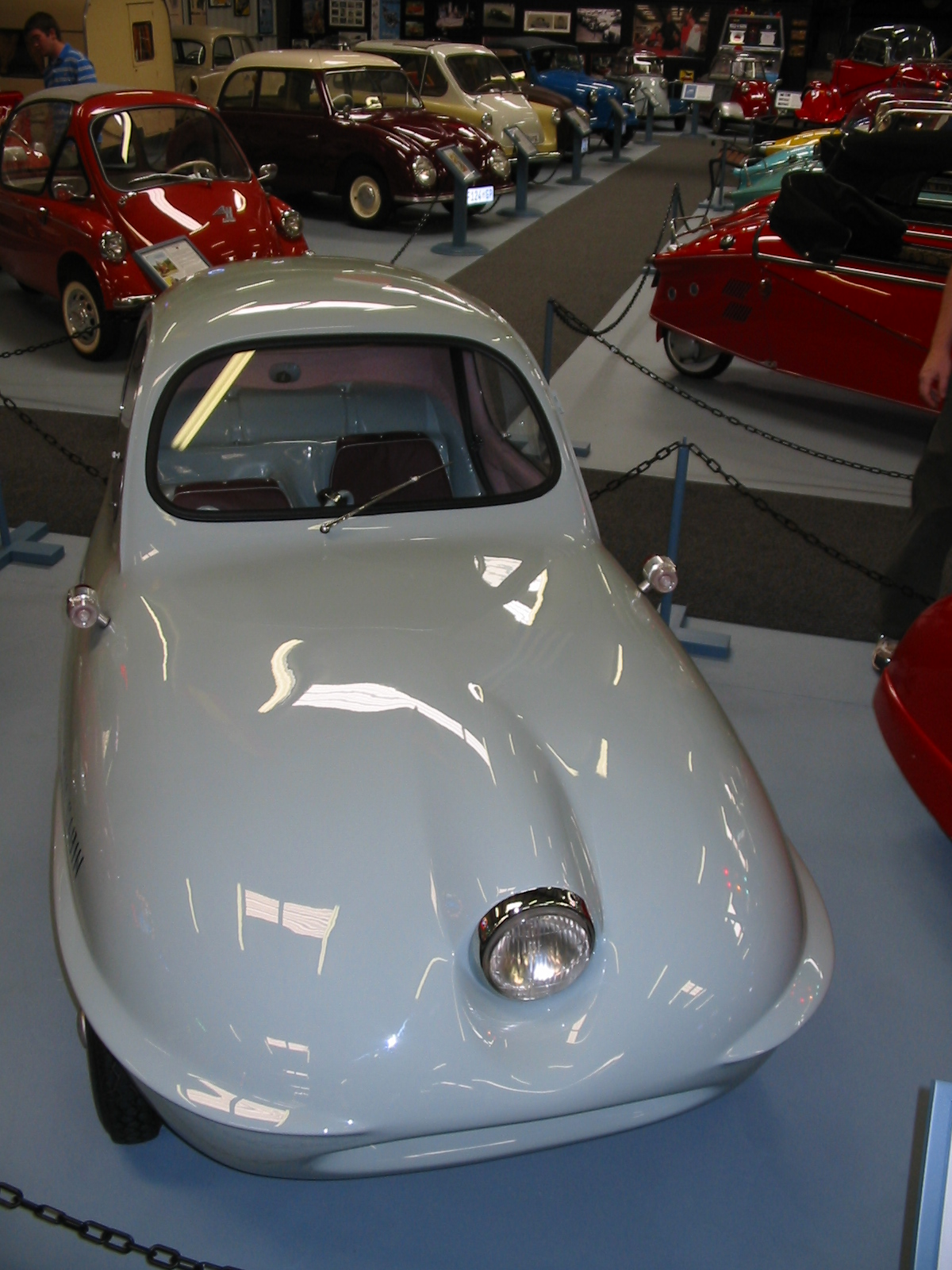
フジ・キャビン
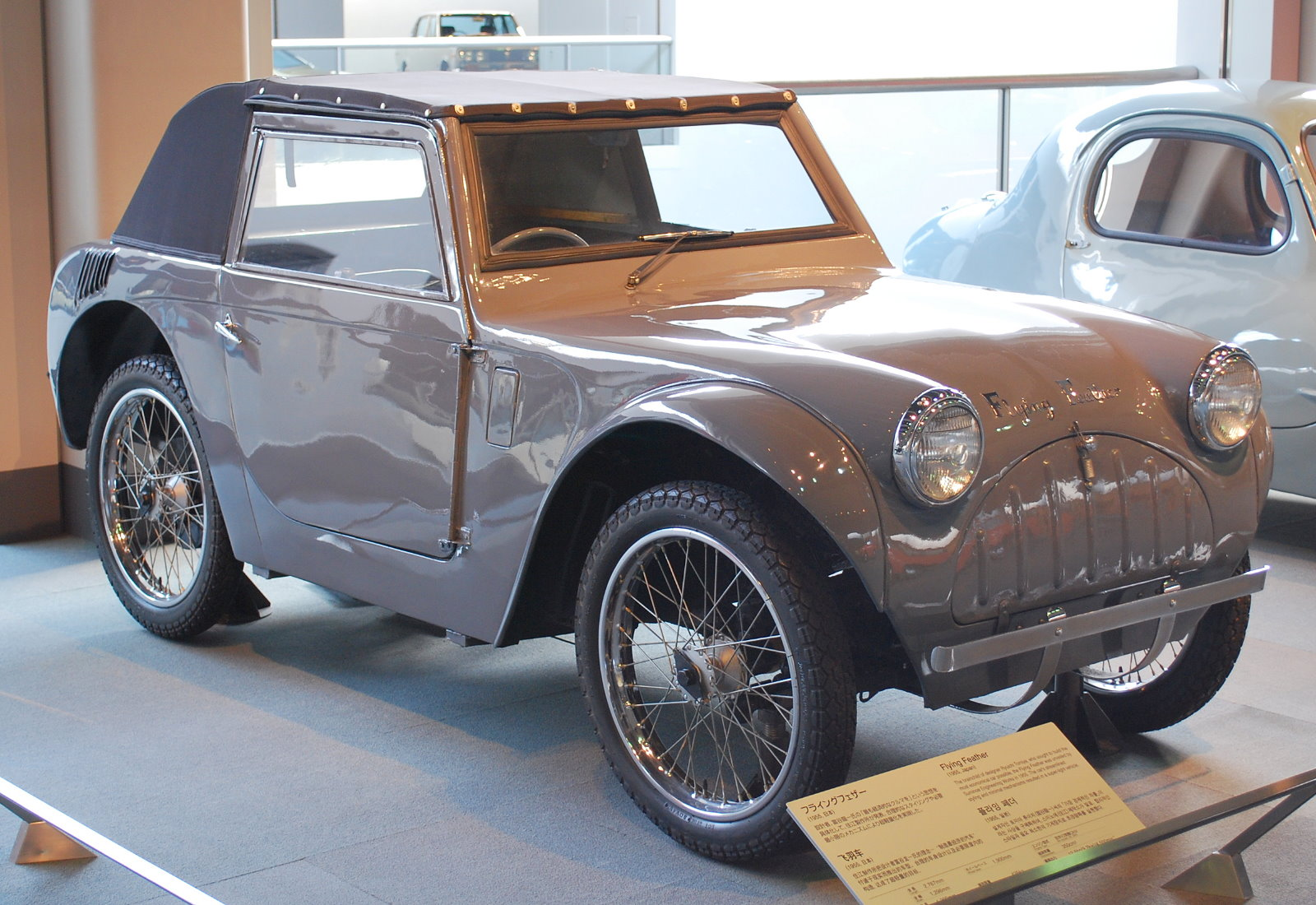
フライングフェザー
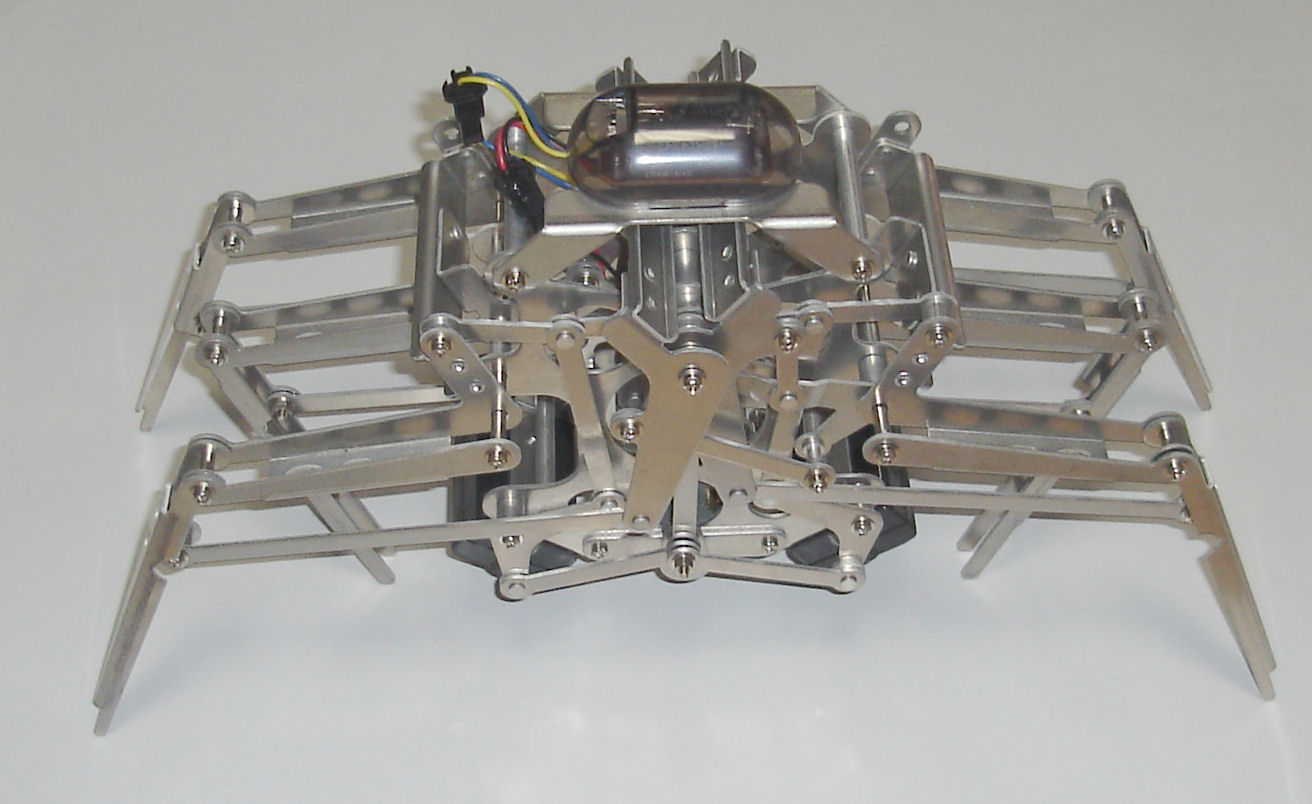
メカニマルの一種